# Де Микели, Паола
Паола де Микели (итал. Paola De Micheli; род. 1 сентября 1973, Пьяченца) — итальянский политик, министр инфраструктуры и транспорта (2019—2021).

## Биография
Окончила Католический университет Святого Сердца в Милане, где изучала политологию. Начинала профессиональную карьеру в сельскохозяйственно-продовольственном кооперативном консорциуме в Пьяченце. С 1999 по 2004 год являлась депутатом коммунального совета Понтенуре, с июня 2007 по март 2010 года занимала должность асессора по экономико-финансовым вопросам и человеческим ресурсам в администрации Пьяченцы.
В молодости состояла в Христианско-демократической партии (впервые заплатила членский взнос в 1990 году), после её распада по мере партийных реорганизаций вступила в Итальянскую народную партию, затем в Маргаритку и наконец — в Демократическую партию. В 2008 году впервые избрана в Палату депутатов Италии, с 2009 года, когда лидером ДП являлся Пьер Луиджи Берсани, работала в экономическом отделе секретариата партии, курируя проблемы малого и среднего предпринимательства. Считалась политическим союзником Джанни Куперло и Энрико Летта, с сентября 2018 года сотрудничала с Никола Дзингаретти.
15 апреля 2013 года стала первым заместителем председателя фракции Демократической партии в Палате депутатов XVII созыва, 16 мая 2013 года — делегатом зала заседаний.
10 ноября 2014 года назначена младшим статс-секретарём Министерства экономики и финансов в правительстве Ренци вместо Джованни Леньини, освободившего должность 30 сентября 2014 года ввиду назначения его заместителем председателя Высшего совета магистратуры.
29 декабря 2016 года сохранила прежнюю должность при формировании правительства Джентилони и занимала её до истечения полномочий правительства 1 июня 2018 года.
17 апреля 2019 года назначена заместителем национального секретаря Демократической партии Никола Дзингаретти (первым заместителем стал бывший министр юстиции Андреа Орландо).
4 сентября 2019 года назначена министром инфраструктуры и транспорта при формировании второго правительства Джузеппе Конте, а
5 сентября новый кабинет принёс присягу.
3 августа 2020 года приняла участие в церемонии открытия моста Святого Георгия в Генуе на месте обрушившегося в 2018 году Понте-Моранди.